# Microsoft Management Console
Pour les articles homonymes, voir MMC.
Microsoft Management Console (abr. MMC) est un gestionnaire de console virtuelle incorporé dans Microsoft Windows, qui sert de conteneur pour des interfaces graphiques de configuration. Ce logiciel utilitaire  est à la base de nombreux outils de configuration incorporés dans Windows, et permet de créer des outils d'administration système en regroupant un lot d'extensions dans une même fenêtre.

## Extensions pour MMC
Les extensions incorporées dans Windows et utilisables avec la version 3.0 de MMC permettent notamment de : contrôler l'état des périphériques, lire les journaux d'activité, mesurer l'utilisation instantanée du processeur et de la mémoire, configurer des imprimantes, installer des logiciels, manipuler les services, planifier l'exécution de batches ou manipuler les comptes utilisateurs.

## Consoles MSC
Les consoles MSC pour Microsoft Saved Console ou Microsoft System Console sont des fichiers de sauvegarde d'un paramétrage d'outils enfichable (extension .msc) pour la console d'administration des systèmes Microsoft.

### Liste des consoles intégrées
- compmgmt.msc (computer management), console de gestion de l'ordinateur ;
- certlm.msc (certificates manager local machine), gestionnaire des certificats de la machine (à partir de Windows 8/Serveur 2012*) ;
- certmgr.msc (certificates manager), gestionnaire des certificats ;
- certtmpl.msc (certificates template), modèles de certificats (uniquement sur Windows Server*) ;
- devmgmt.msc (devices management), gestionnaire de périphériques ;
- dfsgui.msc (distributed file system graphical user interface) devenue par la suite,
- dfsmgmt.msc (distributed file system management), console de gestion du système de fichiers distribués ;
- dhcpmgmt.msc (dynamic host configuration protocol management), gestionnaire du serveur DHCP ;
- diskmgmt.msc (disk management), gestionnaire de disques ;
- dnsmgmt.msc (domain name system management), console de gestion du serveur DNS (uniquement sur Windows Server*) ;
- domain.msc, gestionnaire du domaines et des approbations de l'annuaire Active Directory (uniquement sur Windows Server*) ;
- dsa.msc, (directory system agent) gestionnaire des utilisateurs et ordinateurs Active Directory (uniquement sur Windows Server*) ;
- dssite.msc, gestionnaire des sites et services Active Directory (uniquement sur Windows Server*) ;
- eventvwr.msc (event viewer), observateur d'événements ;
- fsmgmt.msc (folders share management), console de gestion des dossiers partagées ;
- gpedit.msc (group policy editor), éditeur de stratégie de groupe ;
- lusrmgr.msc (local user manager group), gestionnaire des groupes locaux d'utilisateurs ;
- napclcfg.msc (network access protection client configuration), console de configuration du client NAP ;
- perfmon.msc (performance monitor), analyseur de performances ;
- printmanagement.msc, console de gestion de l'impression Windows ;
- rsop.msc (resultant set of policy), jeu de stratégie résultant ;
- secpol.msc (security policy), stratégie de sécurité locale ;
- services.msc gestionnaire de services ;
- taskschd.msc (task scheduler), gestionnaire des tâches planifiées ;
- tscc.msc (terminal services configuration console), configuration des services Terminal Server ;
- wmimgmt.msc (windows management instrumentation management), gestionnaire WMI.

*Remarque : Les "Outils d’administration de serveur distant (RSAT)" Microsoft peuvent être installés sur les clients afin de leur faire bénéficier de ces consoles MMC.